# Campeonato Mundial de Ciclismo en Pista de 1992
El LXXXIX Campeonato Mundial de Ciclismo en Pista se celebró en Valencia (España) entre el 29 de agosto y el 2 de septiembre de 1992 bajo la organización de la Unión Ciclista Internacional (UCI) y la Real Federación Española de Ciclismo.
Las competiciones se realizaron en Palacio Velódromo Luis Puig de la ciudad levantina. En total se disputaron 8 pruebas, 7 masculinas y 1 femeninas. Este campeonato fue el último donde ciclistas profesionales y ciclistas aficionados (amateurs) participaron por separado.

## Medallistas

### Masculino profesional
| Evento                 | Oro                             | Plata                      | Bronce                          |
| ---------------------- | ------------------------------- | -------------------------- | ------------------------------- |
| Velocidad individual   | Michael Hübner · Alemania       | Frédéric Magné Francia     | Erik Schoefs · Bélgica          |
| Persecución individual | Michael McCarthy Estados Unidos | Shaun Wallace Reino Unido  | Artūras Kasputis · Lituania     |
| Carrera por puntos     | Bruno Risi · Suiza              | Jonas Romanovas · Lituania | Juan Esteban Curuchet Argentina |
| Keirin                 | Michael Hübner · Alemania       | Stephen Pate Australia     | Frédéric Magné Francia          |
| Medio fondo            | Peter Steiger · Suiza           | Jens Veggerby Dinamarca    | Antonio Fanelli · Italia        |

### Masculinoamateur
| Evento      | Oro                                         | Plata                                     | Bronce                            |
| ----------- | ------------------------------------------- | ----------------------------------------- | --------------------------------- |
| Medio fondo | Carsten Podlesch · Alemania                 | David Solari · Italia                     | Roland Königshofer · Austria      |
| Tándem      | Italia · Gianluca Capitano · Federico Paris | Checoslovaquia Lubomír Hargaš Pavel Buráň | Australia Anthony Peden David Dew |

### Femenino
| Evento             | Oro                           | Plata                | Bronce                        |
| ------------------ | ----------------------------- | -------------------- | ----------------------------- |
| Carrera por puntos | Ingrid Haringa · Países Bajos | Barbara Ganz · Suiza | Janie Eickhoff Estados Unidos |

## Medallero
| Núm. | País           | Oro | Plata | Bronce | Total |
| ---- | -------------- | --- | ----- | ------ | ----- |
| 1    | Alemania       | 3   | 0     | 0      | 3     |
| 2    | Suiza          | 2   | 1     | 0      | 3     |
| 3    | Italia         | 1   | 1     | 1      | 3     |
| 4    | Estados Unidos | 1   | 0     | 1      | 2     |
| 5    | Países Bajos   | 1   | 0     | 0      | 1     |
| 6    | Australia      | 0   | 1     | 1      | 2     |
| 6    | Francia        | 0   | 1     | 1      | 2     |
| 6    | Lituania       | 0   | 1     | 1      | 2     |
| 9    | Checoslovaquia | 0   | 1     | 0      | 1     |
| 9    | Dinamarca      | 0   | 1     | 0      | 1     |
| 9    | Reino Unido    | 0   | 1     | 0      | 1     |
| 12   | Argentina      | 0   | 0     | 1      | 1     |
| 12   | Austria        | 0   | 0     | 1      | 1     |
| 12   | Bélgica        | 0   | 0     | 1      | 1     |
|      | TOTAL          | 8   | 8     | 8      | 24    |